# Tungała
Tungała (ros. Тунгала) – wieś w Rosji, w obwodzie amurskim, w rejonie ziejskim. W 2010 liczyła 494 mieszkańców.